# 모셔널
모셔널(영어: Motional)은 무인 자율주행 차량 개발과 기술을 제공하는 회사이다.

## 명칭
모셔널은 자율주행차의 움직임을 의미하는 Motion과 인간존중 가치를 실현하겠다는 의지를 담은 Emotional의 합성어이다.

## 연혁
- 2013년 - 업계 개척자 누토노미와 오토마티카, 각각 매사추세츠 공과대학교와 카네기멜론 대학교에서 분사 설립
- 2015년 - 오토마티카, 앱티브에 인수
- 2015년 - 미국에서 최초로 완전 자율주행차 대륙횡단
- 2016년 - 누토노미, 싱가포르에서 세계 최초로 자율주행 택시 시험 운행
- 2017년 - 누토노미, 보스턴에서 자율주행 시작
- 2017년 - 앱티브, 누토노미 인수
- 2018년 - 앱티브, 누토노미와 오토마티카 인수해 자율주행 팀 결성
- 2018년 - 리프트와 합작으로 라스베가스에서 첫 번째 공공 로보택시 서비스 실행
- 2019년 - 앱티브 & 현대자동차그룹, 자율주행 합작법인 공식 발표
- 2020년 3월 - 자율주행 기술개발 합작법인 '모셔널(Motional)' 설립
- 2021년 2월 - 일반도로에서 자율주행(레벨4 수준) 자동차 시험 주행 성공[3]

## 같이 보기
- 자율주행
- 현대자동차그룹
- 앱티브